# Municipio de Hanover (condado de Lehigh)
El municipio de Hanover  (en inglés: Hanover Township) es un municipio ubicado en el condado de Lehigh en el estado estadounidense de Pensilvania. En el año 2000 tenía una población de 1.913 habitantes y una densidad poblacional de 175.5 personas por km².

## Geografía
El municipio de Hanover se encuentra ubicado en las coordenadas 40°38′30″N 75°27′29″O / 40.64167, -75.45806.

## Demografía
Según la Oficina del Censo en 2000 los ingresos medios por hogar en la localidad eran de $35,061 y los ingresos medios por familia eran $41,680. Los hombres tenían unos ingresos medios de $31,848 frente a los $27,014 para las mujeres. La renta per cápita para la localidad era de $20,265. Alrededor del 5,6% de la población estaban por debajo del umbral de pobreza.